# Ego trip (magazine)
Pour les articles homonymes, voir Ego trip.
ego trip est le nom d'un magazine de hip-hop, créé en 1994 à New York. Pendant quatre années, et treize numéros, ego trip s'est distingué par son irrévérence et ses attitudes provocantes, et s'est finalement surnommé « the arrogant voice of musical truth », soit « l'arrogante voix de la vérité musicale ». 
L'origine de cette publication vient du magazine de hip-hop appelé Beat Down, à la vie relativement courte, fondé par Sacha Jenkins en 1992. En tant qu'éditeur, Sacha Jenkins a rencontré et emmené avec lui Elliott Wilson et Jefferson Chairman Mao dans cette aventure. Tous les trois ont eu auparavant diverses expériences littéraires dans diverses publications telles Rap Pages, Vibe et URB. Techniquement, c'est Sacha Jenkins and Elliott Wilson qui ont créé ego trip (avec le photographe/documentariste Henry Chalfant, auquel un statut honorifique de cofondateur a été donné). Jefferson Mao a fait partie de l'équipe dès le premier numéro, et est finalement devenu rédacteur en chef, après que Sacha Jenkins eût quitté le magazine pour Vibe. De plus, le quatrième membre fondateur, Gabriel Alvarez, rédacteur au Rap Pages de Los Angeles jusqu'à ce qu'Ego Trip le recrute, est devenu rédacteur en chef adjoint. La dernière personne à citer est le designer Brent Rollins, qui a rejoint le magazine pendant la troisième année, devenant du coup le directeur artistique.
ego trip a mis en valeur dans ses pages une certaine culture underground, comme le skateboard ou le punk, avant que ceux-ci ne deviennent plus communs aujourd'hui. Cependant, il est plus connu pour son côté hip-hop. 
Sont apparus sur les 13 couvertures les artistes de rap suivant : 
- Vol. 1, no 1 (1994) : Nas
- Vol. 1, no 2 : Method Man
- Vol. 1, no 3 : Smif-N-Wessun
- Vol. 2, no 1 (1995) : Eazy-E
- Vol. 2, no 2 : Cypress Hill
- Vol. 2, no 3 : KRS-One
- Vol. 2, no 4 : A Tribe Called Quest, De La Soul, Large Professor
- Vol. 2, no 5 : Wu-Tang/Ghostface Killah
- Vol. 2, no 6 : Redman
- Vol. 3, no 1 (1997) : Biggie Smalls
- Vol. 3, no 2 : Rakim
- Vol. 3, no 3 : Gang Starr
- Vol. 4, no 1 (1998) : Def Squad

Après l'arrêt du magazine, l'équipe d'ego trip (Jenkins, Wilson, Mao, Alvarez et Rollins) ont continué leur carrière sur d'autres projets, comme la compilation de rap The Big Playback (2000), inspirée de leur premier livre, ego trip's Book of Rap Lists (1999). Leur second livre est ego trip's Big Book of Racism! (2002). 
Tous écrivent actuellement un livre sur l'histoire des rappeurs blancs.